# Французский конституционный референдум (1793)
Французский конституционный референдум был проведён летом 1793 года для ратификации первой в истории Франции республиканской конституции, которая была принята Национальным конвентом Первой французской республики 24 июня того же 1793 года. Новая конституция должна была заменить монархическую конституцию 1791 года.
Голосование проходило в особых условиях. Право голоса имели все взрослые мужчины, независимо от их дохода, имущества, религии и происхождения. Голосование в разных департаментах проходило в разные дни, в некоторых случаях даже после того как его результаты были официально объявлены. В референдуме приняли участие всего 1 813 528 человек из примерно 6,1 млн имевших права голоса, то есть менее 30 %. Несмотря на низкую явку и то, что в некоторых департаментах голосование ещё шло, 9 августа 1793 года в Париже официально огласили итоги референдума, согласно которым народ одобрил новую Конституцию.

## Результаты
| Да и Нет     | Голоса    | %     |
| ------------ | --------- | ----- |
| Да (за)      | 1 801 918 | 99,41 |
| Нет (против) | 11 610    | 0,59  |
| Явка         | 1 813 528 | 100   |
| Всего        | 6 100 000 | < 30  |